# Victor Gațac
Victor Gațac (în rusă Виктор Гацак) (n. 2 iunie 1933, Lipcani, Regatul României – d. 20 februarie 2014, Moscova, Rusia) a fost un folclorist și etnolog rus originar din Republica Moldova, specialist în epica populară și textologia folclorului. A fost ales ca membru de onoare al Academiei de Științe a Moldovei și membru corespondent al Academiei de Științe a Federației Ruse.
Preocupările științifice ale lui Victor Gațac vizează eposul popular eroic, cântecul popular istoric, poetica istorică, direcțiile esențiale/moderne ale folcloristicii experimentale, aspectele generale ale textologiei complexe a folclorului cu implicarea tehnologiilor multimedia, abordarea etnopoetică în studierea tipologiei folclorului, constantele etnopoetice în creația orală a mai multor popoare, dinamica tradițiilor folclorice în timp, problemele traducerii textelor folclorice în alte limbi etc.

## Copilărie și studii
Victor Gațac s-a născut în familia lui Mihail și Olga Gațac. Studiile primare le-a făcut în localitatea natală Lipcani, în clasa I învățând în ucraineană, iar ulterior până în clasa a IV-a în română. În 1950 a absolvit cu diplomă de excelență Școala medie nr. 1 din Lipcani cu predare în limba rusă.
În același an a plecat la Chișinău și a susținut examenele de admitere la Facultatea de Filologie a Universității de Stat. I-a avut ca profesori pe Vasile Coroban, Nicolae Corlăteanu, Petru Mezențev, Tatiana Vasilieva ș.a. Fiind student în anul III, a debutat la ziarul «Молодёжь Mолдавии» („Molodioj Moldavii” – din rusă „Tinerimea Moldovei”) cu un articol despre Cazania lui Varlaam, ocazie servind consemnarea a 310 ani de la editarea cărții. În anul următor a publicat în «Советская Молдавия» („Sovetskaia Moldavia” – din rusă „Moldova Sovietică”) și în ziarul Universității de Stat «Сталинец» („Stalineț”) câteva articole despre scriitorii Vasile Alecsandri, Mihailo Koțiubinski, Andrei Lupan ș.a. A terminat studiile superioare în 1955, cu calificativul „eminent”.
A fost admis la doctorat (pe atunci aspirantură) la Institutul de Literatură Universală „Gorki”⁠(d) al Academiei de Științe din Moscova. În calitate de conducători științifici la teza de doctorat i-a avut pe savanții ruși Vladimir Cicerov și Dmitri Mihalici. În timpul studiilor de doctorat, Gațac a însușit metodologia cercetărilor de teren: principiile de colectare/înregistrare a creațiilor etnofolclorice, descifrarea, pașaportizarea și conservarea acestora etc. Victor Gațac a susținut în 1960 teza de doctor în filologie, specialitatea folcloristică, pe tema „Cântecele epice din Moldova și România despre haiduci și unele aspecte ale relației lor cu slavii de sud” (în original: «Молдавские и румынские эпические песни о гайдуках и некоторые вопросы их соотношения с южнославянскими»).
În 1976, Gațac a obținut titlul de doctor habilitat în filologie cu teza „Eposul eroic (voinicesc) est-romanic” (în original «Восточнороманский героический (войницкий) эпос»). În 1989 a devenit profesor universitar.

## Activitate profesională
În 1958, Gațac a fost angajat în funcție de cercetător științific la Sectorul de Folclor al noului Institut de Limbă și Literatură al Filialei Moldovenești a Academiei de Științe a Uniunii Sovietice. În 1959 a prelucrat literar și a publicat la Moscova prima culegere de povești populare din Basarabia, alcătuită de Gr. Botezatu.
S-a mutat cu traiul de la Chișinău la Moscova în 1962. Inițial, a fost un timp cercetător științific la institutul pe care l-a absolvit. În 1966, la același institut, a fost desemnat șef al Sectorului de Studiere a Creației Populare. A deținut această funcție până în anul 2012.
Din 1988, a fost membru al colegiului de redacție al revistei «Известия РАН. Серия литературы и языка» („Buletinul Academiei de Științe: Seria Literatură și Limbă”). În 2000 a devenit redactor-șef al acestei publicații.
Sub conducerea etnologului, au fost susținute 23 de teze de doctorat și 11 teze de doctor habilitat.

### Publicații
Este autorul a peste 300 de publicații, printre care câteva monografii despre folclorul diferitelor popoare romanice, slave și al minorităților naționale din Siberia și Extremul Orient:
- Восточнороманский героический эпос: исследование и тексты („Eposul eroic est-romanic: Studii și texte”), 1967
- Текстологическое изучение эпоса („Studiul textologic al eposului”), 1971, în colaborare cu A. A. Petrosean
- Фольклор и молдавско-русско-украинские исторические связи („Folclorul și relațiile istorice moldo-ruso-ucrainene”), 1975
- Фольклор: поэтическая система („Folclorul: sistemul poetic”), 1977, în colaborare cu A. I. Balandin
- „Eposul eroic” (1983)
- Фольклорное наследие народов СССР и современность („Moștenirea folclorică a popoarelor URSS și contemporaneitatea”), 1984, în colaborare cu S. S. Cibotaru
- Устная эпическая традиция во времени: Историческое исследование поэтики („Tradiția orală epică în timp: Studiu istoric al poeticii”), 1989
- Экспериментальная текстология фольклора (на славянском и неславянском материале („Textologia experimentală a folclorului: în baza materialului slav și non-slav”), 1998.

În calitate de redactor, a participat la editarea lucrărilor:
- Типология народного эпоса („Tipologia eposului popular”), 1975
- Типология и взаимосвязи фольклора народов СССР: поэтика и стилистика („Tipologia și relațiile reciproce ale folclorului popoarelor URSS: poetica și stilistica”), 1980
- Фольклор: поэтика и традиция („Folclorul: poetica și tradiția”), 1982
- Фольклор: образ и поэтическое слово в контексте („Folclorul: chipul și cuvântul poetic în context”), 1984
- Фольклор: проблемы историзма („Folclorul: problemele istorismului”), 1988.

Gațac a participat activ la pregătirea seriei academice «Фольклор народов СССР» („Folclorul popoarelor URSS”) – ulterior intitulată «Фольклор народов Европы и Азии» („Folclorul popoarelor Europei și Asiei”). A fost membru al colegiului de redacție a seriei academice «Эпос народов СССР» („Eposul popoarelor URSS”) – din 1992 «Эпос народов Евразии („Eposul popoarelor Eurasiei”) –, compusă din 26 de volume începând cu anul 1971, sub egida Institutului de Literatură Universală „A. M. Gorki”.
Este autorul ideii fondării corpusului de publicații «Памятники фольклора народов Сибири и Дальнего Востока» („Monumente ale folclorului popoarelor din Siberia și Orientul Îndepărtat”), editat în peste 30 de volume, cu intenția de a scoate în cele din urmă 60 de volume. A fost adjunct al redactorului-șef al corpusului academic. Echipa editorială, inclusiv Gațac, a fost decorată cu Premiul de Stat al Federației Ruse⁠(d) din 2001 în domeniul științei și tehnologiei.
Savantul a contribuit și la studierea folclorului basarabean, participând la elaborarea și editarea a numeroase lucrări de sinteză privind istoria folcloristicii, teoria și metodele de cercetare ale creației populare imateriale:
- Izvor veșnic viu (Chișinău, 1961)
- Schițe de folclor moldovenesc (Chișinău, 1965)
- Folclor moldovenesc (Chișinău, 1966)
- Folclor moldovenesc: Studii și materiale (Chișinău, 1968)
- Studii și materiale de folclor (Chișinău, 1971)
- Poezia populară moldovenească a obiceiurilor de Anul Nou de Nicolae Băieșu (Chișinău, 1972)
- Poetica liricii populare moldovenești (cântate) de Sergiu Moraru (Chișinău, 1978)
- Estetica folclorului moldovenesc (Chișinău, 1974)
- Relații moldo-ruso-ucrainene (Studii, materiale, bibliografie) (Chișinău, 1981)
- Creația populară (Curs teoretic de folclor românesc din Basarabia, Transnistria și Bucovina) (Chișinău, 1991)

În colaborare cu alți folcloriști basarabeni a pus bazele editării corpusului de folclor în 16 volume „Creația populară moldovenească” (1975–1983), lucrare apreciată în 1991 cu Premiul „Dacia” al Ministerului Culturii al Republicii Moldova.

## Recunoaștere
Victor Gațac a ocupat mai multe funcții consultative: din 1991 membru al Comisiei pentru Folclor a instituțiilor de învățământ superior din Federația Rusă, din 1996 președinte al Consiliului Științific pentru Folclor al Academiei de Științe a Federației Ruse, vicepreședinte al Comitetului Național al Slaviștilor din Federația Rusă, din 1993 membru al Asociației „Folklore Fellows International” din Helsinki, din 2000 membru al Departamentului de Istorie și Filologie al Academiei de Științe a Federației Ruse. A mai fost recunoscut ca „Om Emerit în știință” al Republicii Calmîchia și a fost membru al Colegiului de redacție al revistei „Demos” din Berlin. În 2000, a fost ales membru corespondent al Academiei de Științe din Federația Rusă, Departamentul de limbă și literatură (folcloristică), și membru de onoare al Academiei de Științe a Moldovei. Doctorul habilitat Nicolae Băieșu a remarcat că Gațac este cel de-al doilea filolog basarabean, după B. P. Hasdeu, care a devenit membru corespondent al Academiei Ruse de Științe.